# Elevador de la Gloria

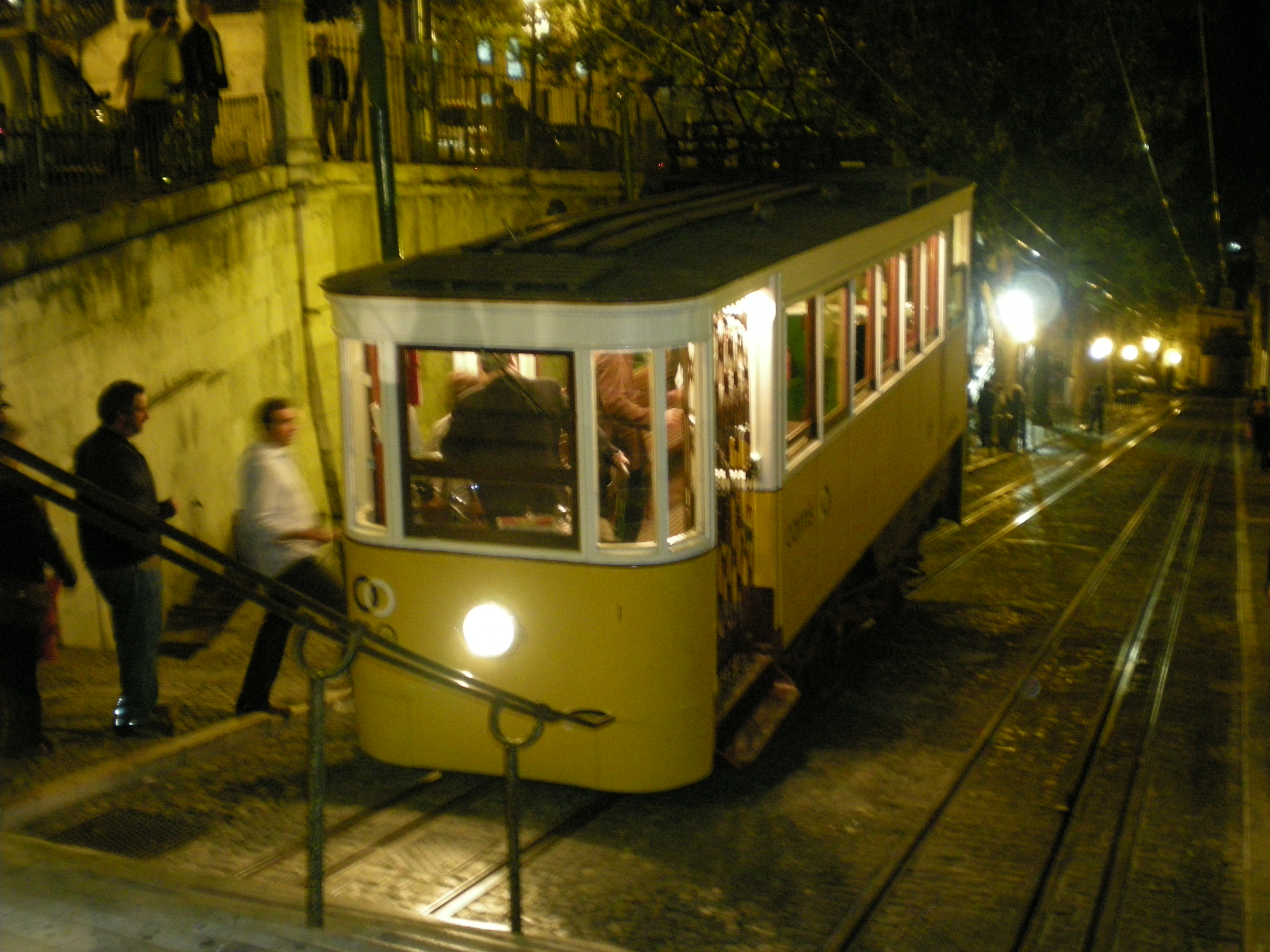
Conectando la estación de Restauradores al Barrio Alto, el Ascensor de la Gloria anima la vida nocturna, cerando a una hora relativamente tardía.

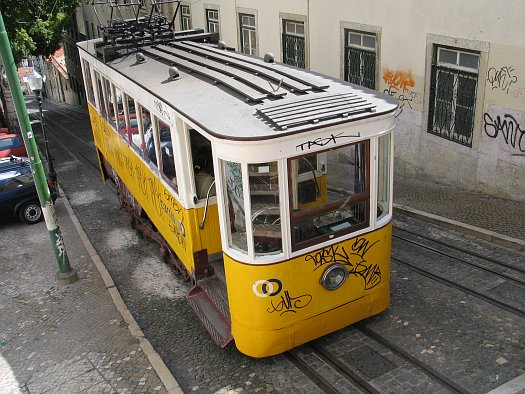
Coche n.º 1 en la posición superior.

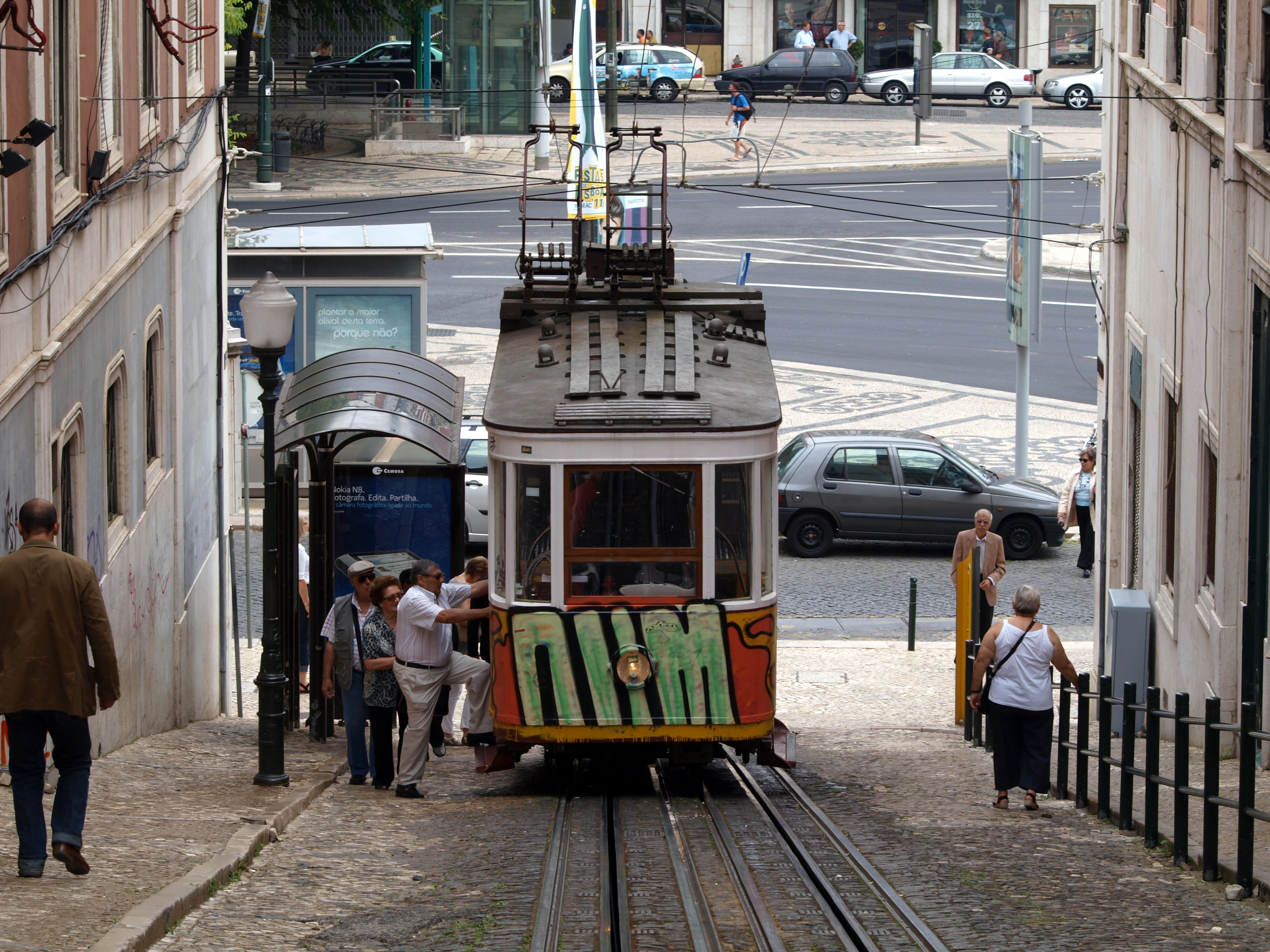
Aspecto de la parte inferior (coche n.º 1), con las vías algaliadas.

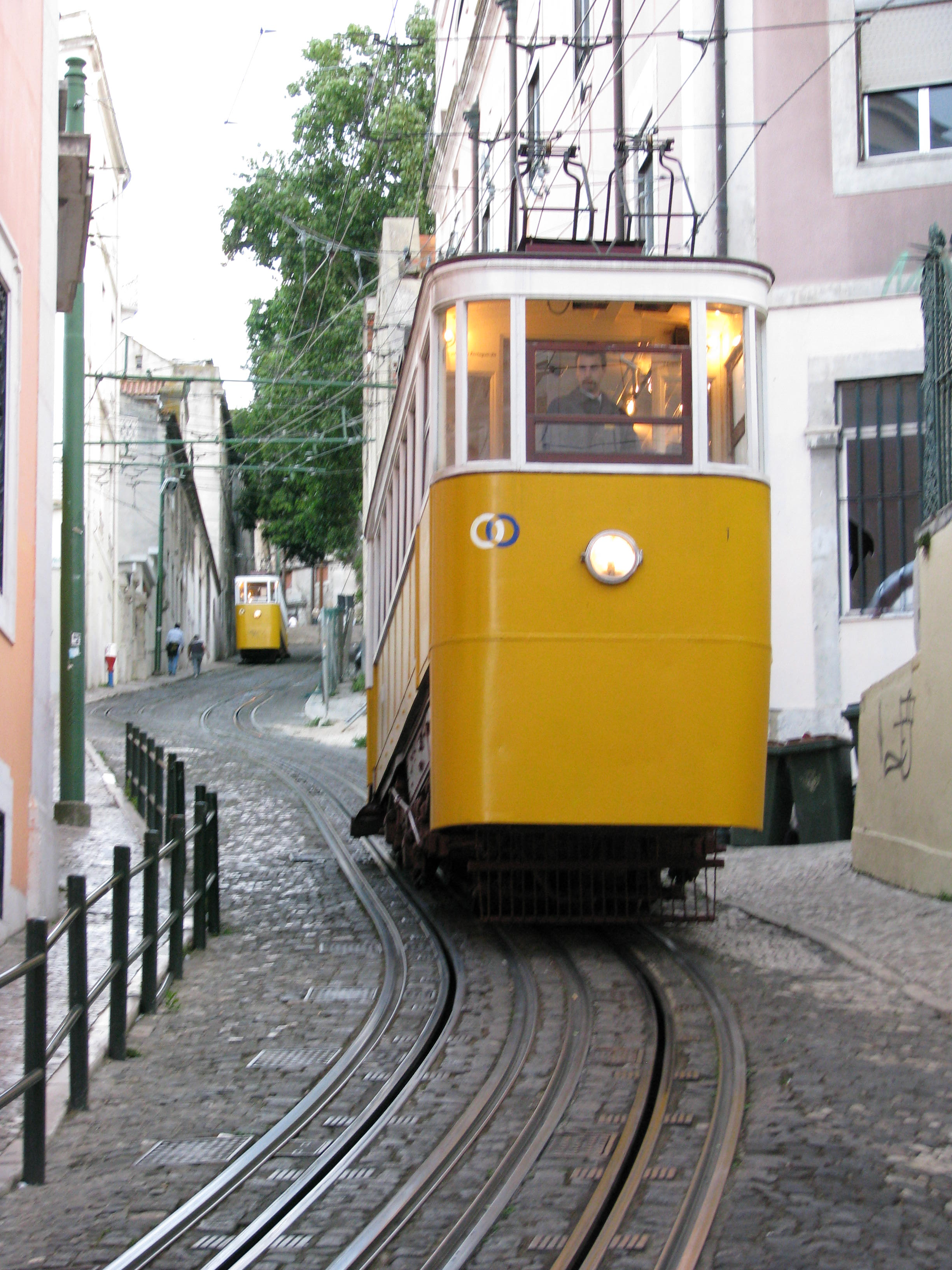
Los dos coches pasan uno junto al otro a mitad del recorrido.

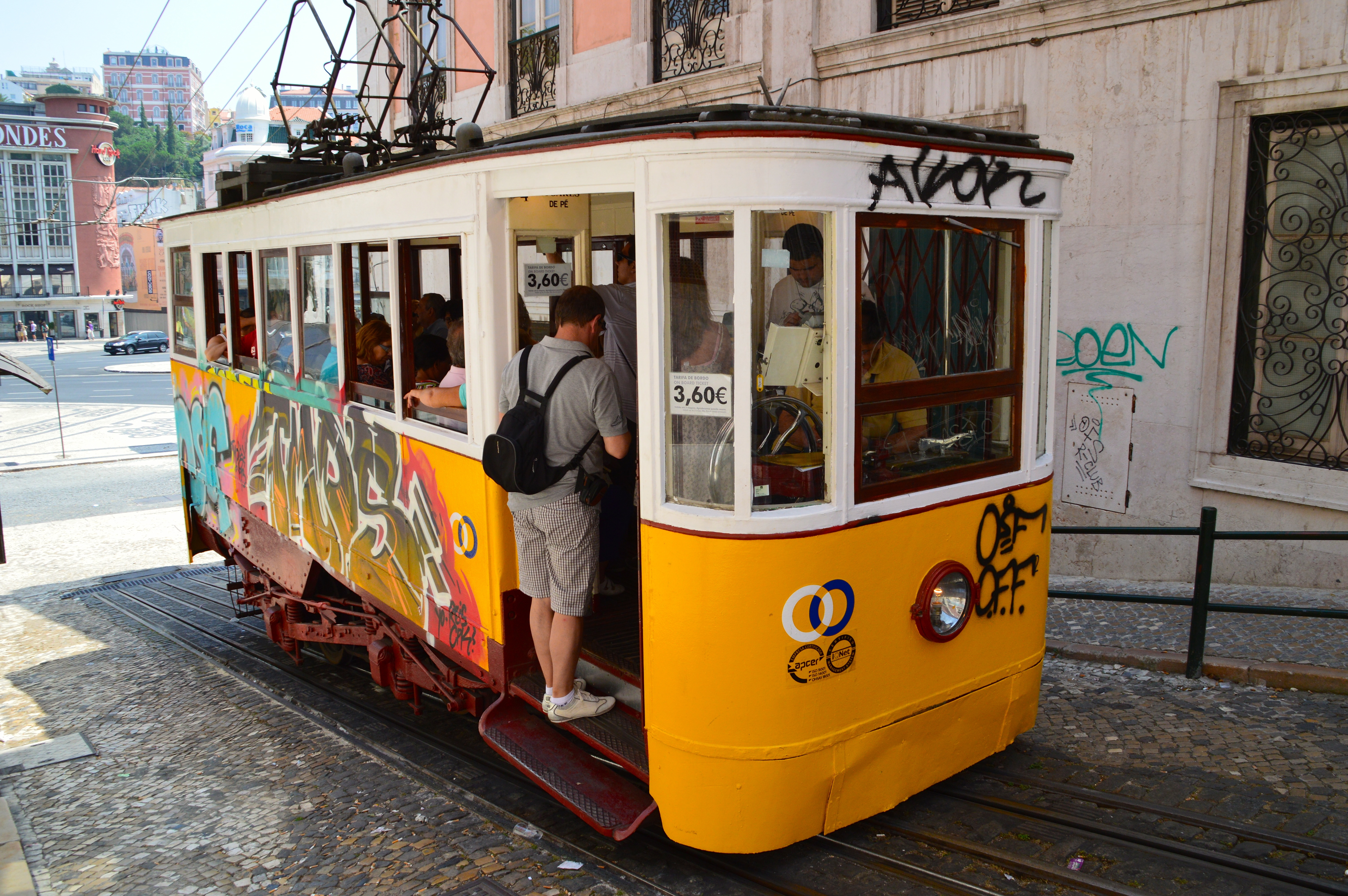
El precio del pasaje comprado a bordo era ya de 3,60 € en 2013.

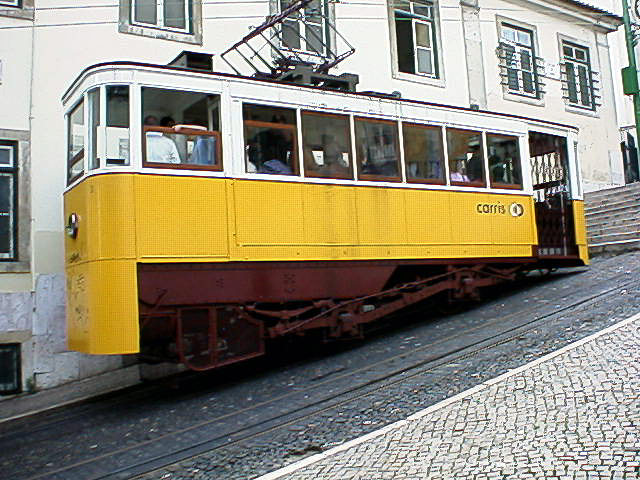
Un solo plano horizontal.

El Ascensor de la Gloria, popularmente referido como Elevador de la Gloria (en portugués: Elevador da Glória), se localiza en Lisboa, la capital de Portugal. Es uno de los funiculares operados por la Carris, y conecta la Baja (Plaza de los Restauradores) al Barrio Alto (Jardín de San Pedro de Alcántara). De estos es el más utilizado, llegando a transportar anualmente más de 3 millones de pasajeros.

## Historia
Construido por el ingeniero portugués Raúl Mesnier, fue inaugurado en 24 de octubre de 1885, constituyéndose en el segundo del género implantado en la ciudad por iniciativa de la Nueva Compañía de los Ascensores Mecánicos de Lisboa. El sistema de tracción original era de cremallera y cabo equilibrado por contrapeso de agua, pasando más tarde a ser a vapor. En septiembre de 1915 pasó a ser movido por electricidad.
Hasta finales del siglo XIX, durante los viajes nocturnos la iluminación dentro de la cabina era hecha con velas.
Entre 1913 y 1926, se organizó una prueba de ciclismo, la Subida a la Gloria, recuperada a partir de 2013. Consiste en la subida en contra-reloj de todo el trayecto, abierta a participantes profesionales y aficionados. El récord anterior, de 55 s, fue alcanzado en 1926 y superado en 2013.
En 1987 la banda Radio Macau lanza en maxi single y LP epónimos la canción “El Ascensor de la Gloria”, que rápidamente se hizo su más conocido tema y un icono del rock portugués.
Desde febrero de 2002, se encuentra clasificado como Monumento Nacional.

## Características
Los dos coches, idénticos y numerados 1 y 2, fueron construidos por la empresa alemana Maschinenfabrik Esslingen; están compuestos por dos puestos de mando (uno en cada extremidad) y por una zona de pasajeros con dos bancos corridos y de espaldas hacia las ventanas, todo en el mismo nivel horizontal — estando un extremo más alto (anterior en el sentido descendiente) y otro más próximo al suelo, tal como el Elevador do Lavra, con el que difiere de muchos otros funiculares. Las entradas y salidas de cada coche se hacen por dos puertas equipadas con cancela pantográfica y situadas en la extremidad con menor desnivel en relación con el exterior, de ambos lados del puesto de mando activo en ascenso.
El trayecto es de 265 m, en vías de carril doble encastrado en el pavimento. Supera un desnivel sostenido superior al 17 %.